# Општина Бара (Тимиш)
Бара (рум. Bara) општина је у Румунији у округу Тимиш.
Oпштина се налази на надморској висини од 219 m.